# Север-2 (глубоководный аппарат)
«Север-2» (проект 1825) — советский глубоководный обитаемый аппарат, предназначенный для выполнения океанографических, биологических и рыболовно-хозяйственных исследований на глубинах до 2000 м.

## История
Проект глубоководного аппарата 1825 разрабатывался конструкторским бюро «Рубин» по проекту главного конструктора Сапожкова Юрия Константиновича по заказу ПИНРО им. Книповича Министерства рыбного хозяйства СССР. В рамках проекта судостроительным предприятием Адмиралтейские верфи было сдано два судна — опытное «Север-2» и головное «Север-2бис». Разработка второго аппарата проводилась в ЦПБ «Волна» (сейчас «Малахит»), при этом была частично переработана конструкция аппарата, заменены насосный агрегат, водяной насос, исполнительные гидромеханизмы погружной системы гидравлики и электрогидравлическое манипуляторное устройство.
Проектными работами руководили главный конструктор Ю. К. Сапожков и его заместители А. В. Косидло, Г. Г. Кацман Е. Н. Шанихин.
За создание первого отечественного глубоководного аппарата «Север-2» для исследований Мирового океана в народно-хозяйственных целях в 1972 году главный конструктор проекта Ю. К. Сапожков и его заместитель А. В. Косидло были награждены медалью ВДНХ.
Первые полевые испытания опытного аппарата прошли в 1971 году в Чёрном море. Во время испытания способности аппарата маневрировать вблизи дна со сложным рельефом произошла аварийная ситуация. М. Н. Диомидов, командир того погружения, описал спуск в своём дневнике:
Незабываемый спуск — не вертикально, что проще, а вдоль грунта — «бреющим» ходом. Пока уклон дна был небольшим, а грунт ровным, аппарат послушно шёл на гайдропе — стальном шаре на тросе, вытравленном метров на 20 за кормой. Да, гайдроп, заимствованный О. Пикаром у воздухоплавателей для батискафа Триест, успешно работает и у нас. Я управляю с выносного пульта; сижу скорчившись у носовых иллюминаторов. Прожекторы освещают уходящую вниз равнину, какую-то необыкновенно спокойную, безмятежную. Здесь, на этом месте, никто никогда не был. Но ничего необыкновенного нет. Снуют рыбы, от белых пятен на дне отражается свет наших прожекторов, колышется небогатая растительность, через каждые 3—4 м пересекаем борозды, бесконечно далеко протягивающиеся за видимый горизонт, вода прозрачная, почти без взвесей. Живой голос Одиссея через каждые 20 мин перекрывает шум двигателей. Короткая информация. Идём не останавливаясь. 200 м. Крутизна склона резко увеличивается. Чтобы видеть грунт, сажаю аппарат на «хвост». Временами нас догоняют камни, сбитые кормой, слышим глухие удары; они не опасны — скорость мала. Ил впереди вспучивается от катящихся внутри него камней. Исчезает понятие времени. Ноги давно онемели от неудобной позы, но ведь должны мы что-то увидеть! И увидели. Аппарат повис над марсианским ландшафтом. Пепельного цвета пики пирамидальной формы бросали резкие тени на уходящую вниз огромную воронку. Безжизненный фантастический ландшафт. Передаём на Одиссей: «400 м, 1 уз, самочувствие нормальное». Внезапно в лицо мне брызжет яркий свет, ослепительно белая стена перекрыла наш путь. Полный наверх и одновременно полный назад. Сразу обрывается шум двигателей. Медленно, но неотвратимо иллюминаторы приближаются к стене. Ещё и ещё раз приказываю бортинженеру включить двигатель. Напрасно, он не запускается. Выбита защита двигателя от перегрузки. Иллюминаторы залеплены грязью.
Нос аппарата вошёл в отвесную стену. Однако подушка из ила смягчила удар, и аппарат благополучно, работая назад и вверх винтами, вышел из проделанной им ниши в скале. Там же, в Чёрном море, «Север-2» опустился под воду на глубину 2020 м.
Для транспортировки глубоководных аппаратов до места погружения на Херсонском судостроительном заводе были переоборудованы из морозильных траулеров корабли-носители с открывающейся частью борта «Одиссей» и «Ихтиандр» (проект 394Б). Глубоководные аппараты постоянно поддерживали связь с сопровождающими судами, корректируя координаты. При обнаружении косяка рыбы с подводного аппарата на судно-носитель подавался сигнал для начала траления. Помимо ангара и помещения для разделывания и заморозки рыбы, внутри судов-носителей располагались научные лаборатории, жилая часть, а также помещения для обслуживания подводных аппаратов (зарядка аккумуляторов, наполнение воздушных баллонов).
За 14 лет службы (1971—1985 гг.) аппараты проекта «Север-2» совершили более 700 погружений во всех океанах с целью проведения комплексных исследований численности, видового состава и поведения промысловых рыб. В 1977—1978 гг. опытный аппарат «Север-2» выполнил 11 погружений на глубины до 1000 м в Баренцевом море и Северной Атлантике для разведки скоплений рыб с помощью акустических станций и пробных тралений по определению уловистости тралов. За это же время головной аппарат «Север-2бис» выполнил 276 погружений на глубины до 2000 м в Индийском океане у берегов Мадагаскара и Сейшельских островов и 15 погружений у берегов Австралии и Индонезии. После распада СССР аппарат «Север-2» был продан частному лицу и находится на стоянке в Севастополе, а «Север-2бис», предположительно, отошёл в пользу США.
В 2010 году путешественник Фёдор Конюхов во время посещения Севастополя встретился с текущим владельцем аппарата «Север-2» Ростиславом Флегонтовым. Приглашённые специалисты по судоремонту заключили, что износ корпуса аппарата составляет всего 3 %, сохранена вся проектная документация и судно можно вернуть в строй при минимальных финансовых затратах. Между Конюховым и Флегонтовым было заключено соглашение о подготовке кругосветной экспедиции на этом уникальном судне. Переход был запланирован на 2012 год. Дальнейшая судьба проекта неизвестна.

## Конструкция
Глубоководный обитаемый аппарат «Север-2» имеет цилиндрический прочный корпус со сферическими оконечностями, разделённый на три помещения. В корпусе имеется 7 иллюминаторов. На борту могут находиться 4 человека, включая командира и бортинженера. Аппарат имеет 3 электрических двигателя, питаемых от бортовых аккумуляторов, расположенных в днище лёгкого корпуса. Кормовой маршевый двигатель, закреплённый на вращающейся вертикальной оси, обеспечивает продольную движущую силу; две поворотно-откидные двигательные колонки на палубе аппарата, обеспечивают необходимый тангаж для обхода препятствий вблизи дна. Запаса заряда бортовых аккумуляторов хватает всего на 9 часов работы двигателей, поэтому глубоководный аппарат доставлялся к месту погружения судами-носителями «Одиссей» и «Ихтиандр». Спуск на воду происходил при помощи спускоподъемного устройства, которое выносило аппарат из ангара в левом борту при волнении моря до трех баллов по шкале Бофорта (для компенсации крена на корабле была предусмотрена система цистерн). Всплытие аппарата происходит при продувке воздухом цистерн главного балласта, для откачки воды из уравнительных цистерн служит насос морской воды.
Аппарат оснащён наружным манипулятором и специальным внешним контейнером для сбора образцов грунта и других предметов со дна. В носовой части располагаются 4 светильника и 2 лампы-вспышки. Система сбора данных включает в себя аппаратуру для измерения и записи различных параметров морской воды.